# غريغوري تشيركين
غريغوري تشيركين (بالروسية: Чиркин, Григорий Александрович)‏ (26 فبراير 1986 بنوفوسيبيرسك في روسيا - ) هو لاعب كرة قدم روسي في مركز الوسط. لعب مع أنجي محج قلعة وبالتيكا كالينينغراد ودينامو بارنول وسيبير نوفوسيبيريسك ولوكوموتيف موسكو ونادي روستوف أون دون ونادي فنتسبيلس ونادي رِيغا ‏ ونادي توسنو وSK Dynamo České Budějovice ‏.

## وصلات خارجية
- غريغوري تشيركين على موقع قاعدة بيانات كرة القدم.إي يو (الإنجليزية)
- غريغوري تشيركين على موقع Soccerway.com (الإنجليزية)
- غريغوري تشيركين على موقع عالم كرة القدم.نت (الإنجليزية)